# أغبلاغ علي اكبر خان (سياه منصور)
أغبلاغ علي أكبر خان (بالفارسية: آغبلاغ علی اکبر خان) هي قرية تقع في إيران في قسم سیاه منصور الريفي. يقدر عدد سكانها بـ 137 نسمة بحسب إحصاء 2016.